# Boulodrome

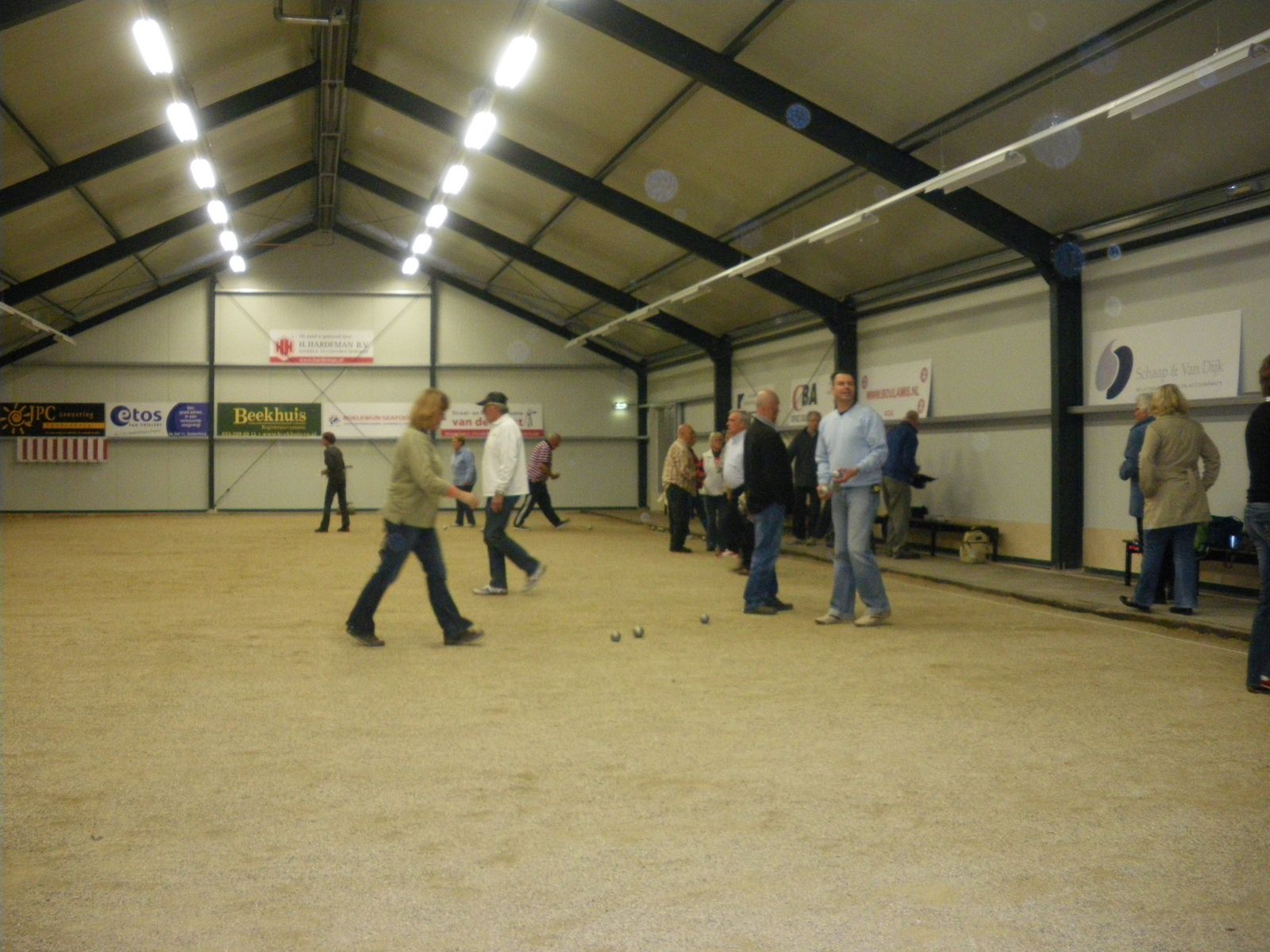
een Boulodrome

Een boulodrome is een (overdekte) sportgelegenheid voor het beoefenen van de Pétanque-sport. In een boulodrome zijn een aantal banen aangelegd waarop gespeeld kan worden. De ondergrond bestaat meestal uit een combinatie van leem en grind, zogenoemde Gralux. Deze toplaag is gestort op een onderlaag van gebroken puin en eventueel drainage zand. Een baan, die voldoet aan de eisen van de internationale bond, is 15 meter lang en 4 meter breed. Er kan worden afgeweken naar banen van 13 meter lang bij 3 meter breed.